# Bertualdo de Ramsbury
Bertualdo de Ramsbury foi um bispo de Ramsbury e santo do século XI.

## Vida
Bertualdo tornou-se monge na Abadia de Glastonbury e foi nomeado bispo de Ramsbury em 1005. Ele é mais conhecido pelas listas de testemunhas dos estatutos do rei Canuto, que mostram que ele era muito bem visto pelo monarca da Dinamarca. Ele morreu em 22 de abril de 1045  e foi enterrado em Glastonbury.